# Займище (Гомельский район)
Займище (бел. За́ймішча) — деревня в Черетянском сельсовете Гомельского района Гомельской области Республики Беларусь.

## География

### Расположение
В 50 км на юго-восток от Гомеля, 17 км от железнодорожной станции Кравцовка (на линии Гомель — Чернигов).

## Транспортная сеть
Транспортные связи по просёлочной, затем автомобильной дороге Тереховка — Гомель. Планировка состоит из криволинейной широтной улицы, застроенной двусторонне деревянными домами усадебного типа.

## История
По письменным источникам известна с начала XIX века, как деревня в Марковичской волости Гомельского уезда Могилёвской губернии. Согласно переписи 1897 года располагался хлебозапасный магазин. В 1909 году 963 десятин земли, мельница.
В 1926 году действовали почтовый пункт, начальная школа, в Прокоповском сельсовете Носовичского района Гомельского округа. В 1930 году организован колхоз «1 Мая», работал ветряная мельница. Во время Великой Отечественной войны освобождена от оккупантов 27 сентября 1943 года, 59 жителей погибли на фронте. В 1967 году в деревню переехали жители соседнего посёлка Донец. В составе колхоза «Первомайский» (центр — деревня Маковье).

## Население

### Численность
- 2004 год — 36 хозяйств, 57 жителей

### Динамика
- 1886 год — 42 двора, 266 жителей
- 1897 год — 71 двор (согласно переписи)
- 1909 год — 74 двора, 513 жителей
- 1959 год — 263 жителя (согласно переписи)
- 2004 год — 36 хозяйств, 57 жителей